# Havelaue
Havelaue – gmina w Niemczech w kraju związkowym Brandenburgia, w powiecie Havelland, wchodzi w skład urzędu Rhinow.
Dzielnice:
- Gülpe,
- Parey,
- Spaatz,
- Strodehne,
- Wolsier.

## Współpraca
Dzielnica Strohdehne współpracuje z gminą Elsdorf-Westermühlen, w Szlezwiku-Holsztynie